# Хромит железа(II)
Хромит железа(II) — неорганическое соединение, соль железа и слабой несуществующей хромистой кислоты с формулой Fe(СrO2)2, коричнево-чёрные кристаллы, не растворимые в воде, тугоплавкий, термически устойчивый.

## Получение
- В природе встречается минерал хромит — Fe(СrO2)2 с различными примесями.
- Спекание оксида хрома(III) и оксида железа(II):

{\displaystyle {\mathsf {FeO+Cr_{2}O_{3}\ {\xrightarrow {1600^{o}C}}\ Fe(CrO_{2})_{2}}}}

## Физические свойства
Хромит железа(II) образует коричнево-чёрные кристаллы кубической сингонии, пространственная группа F d3m, параметры ячейки a = 0,8374 нм, Z = 8.
Не растворим в воде, р ПР = 95,47.

## Химические свойства
- Реагирует с концентрированными кислотами:

{\displaystyle {\mathsf {Fe(CrO_{2})_{2}+8HCl\ {\xrightarrow {}}\ 2CrCl_{3}+FeCl_{2}+4H_{2}O}}}
- Окисляется концентрированной горячей азотной кислотой:

{\displaystyle {\mathsf {Fe(CrO_{2})_{2}+10HNO_{3}\ {\xrightarrow {}}\ 2Cr(NO_{3})_{3}+Fe(NO_{3})_{3}+NO_{2}\uparrow +5H_{2}O}}}
- Медленно растворяется в щелочах в инертной атмосфере:

{\displaystyle {\mathsf {Fe(CrO_{2})_{2}+6NaOH+4H_{2}O\ {\xrightarrow {\tau ,N_{2}}}\ 2Na_{3}[Cr(OH)_{6}]+Fe(OH)_{2}\downarrow }}}
- На воздухе реакция идёт быстрее и иначе:

{\displaystyle {\mathsf {4Fe(CrO_{2})_{2}+O_{2}+24NaOH+14H_{2}O\ {\xrightarrow {}}\ 8Na_{3}[Cr(OH)_{6}]+4FeO(OH)\downarrow }}}
- Углеродом (кокс) восстанавливается до феррохрома:

{\displaystyle {\mathsf {Fe(CrO_{2})_{2}+4C\ {\xrightarrow {1100-1200^{o}C}}\ [Fe+2Cr]+4CO}}}